# Macrocefalia (medicina)
La macrocefalia es una alteración en la cual la circunferencia de la cabeza es más grande que el promedio correspondiente a la edad y el sexo del bebé o del niño.
Es un término descriptivo más que de diagnóstico y es una característica de una variedad de trastornos. 
La macrocefalia también puede ser hereditaria. Aunque una forma de macrocefalia se puede relacionar con la discapacidad intelectual, en aproximadamente la mitad de los casos el desarrollo mental es normal. La macrocefalia puede ser causada por un cerebro agrandado o hidrocefalia. Puede ser asociada a otros trastornos tales como el enanismo, autismo, la neurofibromatosis y la esclerosis tuberosa.

## Epidemiología
En cuanto a la frecuencia de esta patología, no existen datos estadísticos específicos acerca de su prevalencia en la población general. 
A pesar de esto, es una condición médica que puede presentarse en aproximadamente un 5% de las personas, afectado de forma mayoritaria al sexo masculino.

## Cuadro clínico
La característica clínica más definitoria de la macrocefalia es la presencia de un tamaño incrementado de la cabeza. Concretamente, puede observarse un perímetro craneal superior a lo esperado para el sexo y grupo de edad de la persona afectada.
En este sentido, este tipo de anomalía estructural va a provocar otra serie de signos y síntomas significativos, como las crisis convulsivas, el retraso generalizado del desarrollo, la presencia de déficits cognitivos, alteración de la  marcha, cefaleas recurrentes, náuseas y vómitos, somnolencia, hipertensión intracraneal, etc.

## Etiología
Las causas etiológicas de la macrocefalia pueden ser diversas, algunas de ellas están relacionadas con las patologías cerebrales y alteración del líquido cefalorraquídeo (LCR), mientras que otras están relacionadas con anomalías óseas. 

## Diagnóstico
La macrocefalia es una condición médica, que gracias a rasgos estructurales característicos, puede ser detectada durante la gestación, a través  de las ecografías rutinarias.
Sin embargo, no siempre es observable en estas fases, por lo que la  presencia de rasgos susceptibles de diagnóstico deben ser examinados a través de  la exploración física craneal, análisis neurológico y pediátrico o empleando diversas pruebas complementarias (Resonancia magnética, rayos X,  punción lumbar, etc).

## Tratamiento
A pesar de que no existe un tratamiento curativo para la macrocefalia, se han descrito diversas intervenciones terapéuticas para el control sintomatológico.
Por lo tanto, en función de la causa etiológica se podrán emplear diversos abordajes farmacológicos, fundamentalmente para el tratamiento de las complicaciones médicas y además, abordajes no farmacológicos (rehabilitación neuropsicológica, estimulación temprana, educación especial) para el abordaje de las posibles secuelas neurológicas y cognitivas.

## Pronóstico
El pronóstico médico de las personas que padecen macrocefalia depende fundamentalmente de la causa de esta patología y de la gravedad del cuadro clínico asociado. 
En algunos casos, es posible detectar un curso clínico benigno, con signos y síntomas muy sutiles, por lo tanto, podrán desarrollarse de forma eficiente en todas las áreas, tanto física como cognitiva.
Sin embargo, en otros muchos casos, las complicaciones médicas generan importantes patologías médicas, por lo que será necesario una intervención terapéutica individualizada para asegurar la integridad física de la persona afectada y por otro lado, permitir que alcance un nivel funcional eficiente e independiente.

## Otras relaciones
El volumen intracraneal, como es de esperar por su relación con el tamaño del cerebro, afecta también a esta patología.